# Andy Todd
Andrew Johns James Andy Tood (ur. 21 września 1974 w Derby, Anglia) – angielski piłkarz, występujący na pozycji obrońcy. Syn dawnego angielskiego obrońcy Colina Todda, który był dyrektorem Middlesbrough, gdy Andy debiutował.

## Początki kariery
Początkowo praktykant w Middlesbrough, Todd zaliczył swój debiut w 1992. Został wypożyczony do Swindon Town na krótko przedtem, opuszczając Boro w sierpniu 1995, aby dołączyć do Boltonu za cenę 250,000£. Przez cztery lata gry w Boltonie strzelił dwa gole.

## Charlton Athletic
Todd wtedy zmienił klub na Charlton Athletic. W pewnym momencie pobytu Todda w Charltonie klub zaczął balansować nad przepaścią, a Todda wypożyczono do Grimsby Town w lutym 2002, które grało w tym czasie w Division One.

## Blackburn Rovers
W maju 2002 Todd odszedł do Blackburn, bowiem był to większy klub niż Charlton. Po przerwie wrócił do drużyny w 2003 roku na mecz z Birmingham, który Blackburn wygrał 3:2.
W sezonie 2003/04 Todda wystawiono na listę transferową Blackburn i został wypożyczony do Burnley, gdzie spisywał się znakomicie i walczył z Burnley o utrzymanie.
W sezonie 2004/05 Todd został mianowany kapitanem Blackburn Rovers przez Marka Hughesa po odejściu Barry'ego Fergusona do Rangers. Ponownie wybrany najlepszym graczem roku Blackburn, oraz pomógł Blackburn w awansie do Europejskich Pucharów.
Todda oskarżono o odpychanie Robina van Persiego w półfinale FA Cup 2005 w meczu z Arsenalem, lecz został oczyszczony z zarzutów.
Nazwisko Todda zapisało się w 2006 roku w zarzutach kierowanych pod jego adresem przez Harry'ego Redknappa, ówczesnego trenera Portsmouth. Chodziło tu o nielegalne kupowanie piłkarzy przez Petera Harrisona, który był menedżerem Todda.
Po rozmowach Marka Hughesa z Toddem w sezonie 2006-2007 Hughes oświadczył, że Todda wystawiono na listę transferową i że zainteresowani kupnem Todda są kluby: Birmingham City, Wigan Athletic i Portsmouth, oraz Derby County.

## Derby County
Pogłoski o przejściu Todda do Derby County zostały potwierdzone 7 lipca 2007. Pierwszego gola dla Derby strzelił w meczu przeciwko Portsmouth 11 sierpnia 2007.